# Alicja w Krainie Czarów (film 1985)
Alicja w Krainie Czarów (ang. Alice in Wonderland / Alice Through the Looking Glass) – dwuczęściowy amerykański film familijno-przygodowy fantasy z 1985 roku w reżyserii Harry’ego Harrisa oparciu o powieści Alicja w Krainie Czarów i Po drugiej stronie lustra Lewisa Carrolla. Filmy mają charakter musicalu, a w rolach dziwnych postaci spotykanych przez Alicję, wystąpiło wiele znanych osób.
Obie części filmu wyemitowała po raz pierwszy stacja CBS w grudniu 1985, a w 2006 został wydany na płytach DVD. W Polsce, ukazał się na kasetach video w 1989 roku przez ITI Home Video. Grająca Alicję, Natalie Gregory, jest najmłodszą w historii aktorką wcielającą się w tę postać.

## Opis fabuły

### Część 1 –w krainie Czarów
Żyjąca w wiktoriańskiej Anglii siedmioletnia Alicja nie może znieść faktu, że wciąż jest za mała na uczestnictwo w herbatce dla dorosłych. Podczas spędzania czasu w ogrodzie z starszą siostrą Alicja widzi mówiącego i wytwornie ubranego białego królika, wyraźnie się gdzieś spieszącego się. Zaskoczona udaje się za nim do nory.  W głębinach nory znajduje się sala o wielu drzwiach. Otwarte są jedynie drzwi wychodzące na piękny ogród, ale ich mały rozmiar uniemożliwia Alicji wejście. Na stoliku zjawia się flakonik z karteczką „Wypij mnie”. Alicja wypija go i staje maleńka. Jednak zapomniała wziąć klucz będący na stoliku, więc chcąc do niego się dostać zjada ciastko z napisem „Zjedz mnie”, lecz staje się tak olbrzymia, że dotyka sufitu. Z bezradności wybucha płaczem, a jej łzy wypełniają podłogę. Biały Królik na jej widok ucieka w popłochu gubiąc wachlarz i rękawiczki. Za pomocą wachlarza Alicja ponownie robi się maleńka.
Alicja wypada przez dziurę w ścianie wprost do leśnego strumyka. Na brzegu są zwierzęta, gdzie mysz śpiewa o swej nienawiści do drapieżników. Zwierzęta biegają bezsensownie i Alicja wzburzona ich zachowaniem idzie dalej. Gdy ponownie spotyka Białego Królika, ten bierze ją za swą służkę Mariannę i każe jej przynieść nowe wachlarz i rękawiczki z jego domu. Tam Alicja pijąc kolejny flakonik z karteczką „Wypij mnie” robi się tak wielka, że wypełnia sobą cały pokój. Biały Królik oraz jego ogrodnicy – świnka morska Pat i jaszczurka Bill biorą Alicję za olbrzyma. Wrzucają do środka kamyki zmieniające się w ciastka, po których zjedzeniu Alicja wraca do poprzedniego rozmiaru. Ucieka ona Białemu Królikowi wciąż biorącego ją za Mariannę.
Alicja chcąc wrócić do domu spotyka gąsienicę palącą sziszę. Żali się jej, że zmieniła się tyle razy, że nie wie kim jest. Gąsienica, mimo swej gburowatości, pomaga dziewczynce wyrecytować wiersz o ojcu Williamie, po czym znika. Alicja idzie dalej trafiając na dom, W środku widzi Księżną źle traktującą swe niemowlę i kucharkę rzucającej naczyniami i nadużywającą pieprzu. Księżna każe Alicji zająć się niemowlęciem, a sama idzie na partyjkę krokieta z pewną królową. W obawie o dziecko Alicja wybiega z nim z domu Księżnej. Ku jej zdumieniu niemowlę zamienia się w prosiaka, który ucieka. Wtem pojawia się kot z Cheshire i mówi Alicji, że powrót do jej domu jest niemożliwy. Widząc jednak wzburzenie Alicji radzi jej, by udała się do Szalonego Kapelusznika lub Marcowego Zająca.
Marcowy Zając urządza u siebie przyjęcie goszcząc Szalonego Kapelusznika i Susła. Wszyscy trzej wytykają Alicji każdą nielogiczność w jej wypowiedziach. Urażona Alicja w końcu odchodzi i znajduje chwilowe ukojenie spotykając jelonka. Trafia na drzewo, którego pień otwiera przed nią piękny ogród, który widziała za małymi drzwiami. Alicja widzi ożywione karty do gry malujące na czerwono białe róże zasadzone omyłkowo w miejsce czerwonych. Wkracza procesja karcianych królów i królowych. Biały Królik będący tu heroldem wyjaśnia, że jedna z nich – Królowa Kier wiecznie skazuje kogoś na dekapitację. Spotkało to m.in. jej przyjaciółkę Księżną oczekującą na wyrok za sprzeczkę z nią. Alicja ma zagrać z resztą w krokieta, z flamingami jako młotkami i jeżami jako piłkami. Zjawia się kot z Cheshire jedynie w formie głowy, przez co nie może zostać ścięty.
Domniemana właścicielka kota, Księżna zostaje ułaskawiona i znacznie milsza zasypuje Alicję przysłowiami. Odchodzi jednak na rozkaz Królowej Kier. Ta wysyła Alicję do lasku, by poznała historię Nibyżółwia. Po drodze Alicja trafia na Gryfa, który wyjaśnia, że wyroki śmierci Królowej nigdy nie są realizowane i to tylko jej kaprys. Oboje w końcu widzą się z wiecznie lamentującym Nibyżółwiem. Wkrótce Gryf i Alicja muszą udać się do sądu w sprawie skradzionych ciastek przez Waleta Kier. Niespodziewanie olbrzymia Alicja wytyka absurdalność procesu i mówi o Królowej Kier, co o niej myśli. Gdy karty atakują Alicję, ta budzi się przed swym domem. Szczęśliwa wchodzi do środka, by z trwogą odkryć że znajduje się w świecie równoległym po drugiej stronie lustra w salonie. Nie wiedząc co począć zaczyna czytać książkę z wierszem Jabberwocky opowiadającym o tytułowym straszliwym smoku. Nagle Jabberwocky objawia się przed przerażoną Alicją.

### Część 2 –po drugiej stronie lustra
Jabberwocky znika, gdy Alicja chowa się za stolikiem z szachami. Przewraca szachy, które są ożywione. Nie zdają sobie sprawy z obecności Alicji. Kiedy dziewczynka wchodzi z nimi w interakcję z białymi pionkami, te biorą ją za tornado. Sowa z portretu objaśnia Alicji, że Jabberwocky to wytwór jej umysłu reprezentujący strach. Dziewczynka musi ten strach ujarzmić, by Jabberwocky przestał zagrażać mieszkańcom świata po drugiej stronie lustra, inaczej nigdy nie wróci do domu. Sowa mówi też, że w tym świecie wszystko działa na opak. Alicja przechodzi przez ogród pełen mówiących kwiatów, w którym wkrótce zjawia się królowa czerwonych pionków szachowych. Czerwona Królowa mówi Alicji, że jeśli uda jej się przejść okolicę będącą wielką szachownicą, z pionka stanie się królową i wróci do domu. 
Licząc na szybsze dotarcie do celu, Alicja wchodzi do nadjeżdżającego pociągu, w którym współpasażerowie robią jej złośliwe uwagi. Gdy w chwili zagrożenia zatrzymuje pociąg, konduktor zarzuca jej bezzasadność tego czynu. Wobec tego wściekła Alicja wysiada z pociągu. Poprawia jej się humor, gdy spotyka uprzejmego komara potwierdzającego prawidłowy kierunek do jej celu. Ostrzega jednak przed dalszą wędrówki. Idąc dalej Alicja natykając się na bliźniaków – Tweedle Dee i Tweedle Duma. Liczy, że powiedzą, gdzie ma teraz iść, jednak opowiedziany jej jest wiersz o ostrygach pożartych przez morsa i cieślę podstępem. Potem Alicja znajduje szal królowej białych pionków szachowych. Wdzięczna Biała Królowa opowiada o zaletach lustrzanego świata, po czym zamienia się w owcę.
Spłoszona Alicja ucieka przed wielkim ptakiem, mając ulgę, że to nie Jabberwocky. Nagle jest przy murku, na którym jest Humpty Dumpty z dziecięcej rymowanki. Opowiada on Alicji m.in. o koncepcie nie-urodzin. Obawa Alicji o bezpieczeństwo Humpty Dumpty’ego sprowadza Jabberwocky’ego. W ostatniej chwili ucieka on przed potworem. Spotyka króla białych pionków szachowych proszącego o wypatrywanie na jednego z posłańców. W końcu przybywa anglosaski posłaniec Haigha informujący o kolejnej walce lwa z jednorożcem o koronę. Jednorożec jest zaskoczony widokiem Alicji sądząc, że dzieci to istoty fantastyczne. Zmotywowana Alicja na rozkaz lwa podaje ciasto podawane według zasad lustrzanego świata. Alicję po chwili przepędza niesamowity hałas.
Na bagnach jest świadkiem zwycięskiej walki Białego Rycerza z Czerwonym Rycerzem, będącej jedynie ich przyjacielską grą. Znając cel Alicji Biały Rycerz eskortuje ją na koniec lasu. Po wyjściu z lasu Alicja trafia na ostatnie pole i tym samym zostaje koronowana. Czerwona i Biała Królowa uczą ją podstaw do nowej roli, jednak wkrótce obie zasypiają. Alicja idzie do zamku, w którym mieszkańcy krainy czarów oraz lustrzanej krainy balują na jej cześć. Alicja wszystkich zaskakuje tym, że chce opuścić to miejsce i wreszcie wrócić do jej domu. Przed odejściem Alicji ofiarowany jest jej prezent, z którego wyłania się Jabberwocky zagrażający wszystkim zgromadzonym. Żołnierze Królowej Kier i Biały Rycerz bez skutku próbują powstrzymać Jabberwocky’ego.
Alicję znów odwiedza sowa z portretu i nalega na przezwyciężeniu lęku przed dorastaniem. Alicja dostrzega lustro, za którym jest jej dom. Bezpiecznie przechodzi przez nie, ale Jabberwocky wciąż za nią podąża. Alicja znajduje w sobie odwagę, by zniszczyć potwora twierdzeniem, że on nie istnieje w jej dorosłym życiu. Wkrótce Alicję budzi jej matka. Okazuje się, że rodzice Alicji zdecydowali, że już jest w odpowiednim wieku na uczestniczenie w herbatce z dorosłymi. Ucieszona Alicja niespodziewanie widzi jak znajdujący się po drugiej stronie Czerwona i Biała Królowa, Biały Królik, Szalony Kapelusznik, Suseł, Marcowy Zając, Biały Rycerz, Królowa i Król Kier życzący jej wszystkiego dobrego.

## Obsada
- Natalie Gregory – Alicja
- Lana Beeson – Alicja (głos w partiach wokalnych)
- Sharee Gregory – siostra Alicji
- Sheila Allen – matka Alicji

### I część –w krainie czarów
- Red Buttons – Biały Królik
- Sherman Hemsley – Mysz
- Donald O’Connor – Lorysa
- Charles Dougherty – Kaczor
- Shelley Winters – Dodo
- Billy Braver – Orlątko
- Scott Baio – Pat
- Ernie Orsatti – Bill
- Sammy Davis Jr. – Gąsienica / Ojciec William
- Martha Raye – Księżna
- Imogene Coca – Kucharka
- Scotch Byerley – Ryba
- Robert Axelrod – Żaba
- Telly Savalas – Kot z Cheshire
- Anthony Newley – Szalony Kapelusznik
- Roddy McDowall – Marcowy Zając
- Arte Johnson – Suseł
- Jayne Meadows – Królowa Kier
- Robert Morley – Król Kier
- James Joseph Galante – Walet Kier
- Sid Caesar – Gryf
- Ringo Starr – Nibyżółw
- Tom McLoughlin – Jabberwocky

### II część –po drugiej stronie lustra
- Ann Jillian – Czerwona Królowa
- Carol Channing – Biała Królowa
- Lloyd Bridges – Biały Rycerz
- Jack Warden – Sowa
- Sally Struthers – Lilia
- Donna Mills – Róża
- Laura Carlson – Stokrotka
- Merv Griffin – Konduktor
- Steve Allen – Dżentelmen w papierowym garniturze
- Patrick Duffy – Koza
- Pat Morita – Koń
- George Gobel – Komar
- Eydie Gormé – Tweedle Dee
- Steve Lawrence – Tweedle Dumm
- Karl Malden – Mors
- Louis Nye – Cieśla
- Jonathan Winters – Humpty Dumpty
- Harvey Korman – Biały Król
- John Stamos – Posłaniec
- Ernest Borgnine – Lew
- Beau Bridges – Jednorożec
- Don Matheson – Czerwony Rycerz
- Patrick Culliton – Czerwony Król

## Inne wersje
Patrz: Ekranizacje powieści